# Yvonne Habets

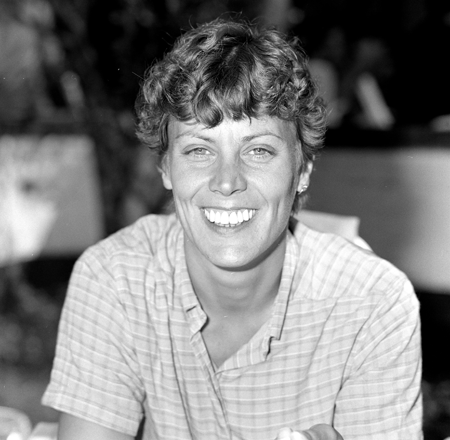
Yvonne Habets in 1981

Yvonne Habets (Maastricht, 7 februari 1948 – Utrecht, 20 januari 2007) was een Nederlandse journaliste en televisiepresentatrice.
Zij werkte voor de actualiteitenrubrieken TROS Aktua en Twee Vandaag. Habets was een van de eerste vrouwelijke televisiejournalisten van Nederland. Zij stond bekend om haar durf. Zo was zij in 1979 de enige westerse journalist die de Amerikaanse ambassade in Teheran binnenkwam om verslag te doen van de gijzeling van het ambassadepersoneel. Ook memorabel was in 1985 het interview met de Heinekenontvoerders, Cor van Hout en Willem Holleeder, en hun advocaat Max Moszkowicz sr. in Frankrijk.
Toen de actualiteitenrubrieken werden samengevoegd en er voor haar bij de TROS geen plaats meer was, trok Habets de wereld door als camjo, camerajournalist. Met een videocamera maakte zij reportages over Nederlanders in den vreemde. Haar laatste grote project was een serie videonotities vanaf Curaçao.
Yvonne Habets overleed op 58-jarige leeftijd aan de gevolgen van slokdarmkanker.